# Ledarsidorna
Ledarsidorna är en svensk blogg som betecknar sig som politiskt obunden. Den grundades av Johan Westerholm, som även är chefredaktör och ansvarig utgivare. 

## Bloggens karaktär och partipolitiska koppling
Ledarsidorna har av medieforskaren Kristoffer Holt beskrivits som invandringskritisk alternativmedia. En av bloggens skribenter, Erik van der Heeg delade år 2018 ett nazistiskt meme, Finspångsmemet,  på ett sätt som uppfattades som ett mordhot av Feministiskt Initiativs styrelse. Detta inlägg gillades av Ledarsidornas redaktör Johan Westerholm som också i kommentarsfältet skrev att "Jag ska inte till Finspång".
Bloggens huvudsakliga skribent är Johan Westerholm. Westerholm har flera gånger signerat debattartiklar ihop med Medborgerlig samlings säkerhetspolitiska talesperson, Edward Nordén,, som sedan 2024 är en återkommande skribent på bloggen. Westerholm har också medverkat vid ett flertal av Medborgerlig samlings interna event. Bloggen delar prenumerantsystem med webbtidningen Nyheter Idag. Båda publikationerna ges ut av Publicism Nitek AB som ägs av Ilan Sadé, som var Medborgerlig samlings partiledare.

## Skribenter
Bloggens redaktör och huvudsakliga skribent är Johan Westerholm. Under 2024 var även Edward Nordén regelbunden skribent. Tidigare skribenter har bland annat varit Ann Heberlein, Erik van der Heeg, Katerina Janouch, Helene Bergman, Chris Forsne och Magnus Norell.

## Historik
Bloggen startades i början av 2014 av Johan Westerholm. Syftet beskrevs som "granska och ifrågasätta de borgerliga ledarsidornas texter ur ett mitten-vänster-perspektiv och fungera som ett alternativ till den problembeskrivning som ges". Journalisten Mattias Wåg menar att bloggen efter decemberöverenskommelsen 2014 blev allt mer invandringskritisk.
Under mars 2017 fick Johan Westerholm kritik för att han under en längre tid påstått att bloggen hade en ansvarig utgivare, trots att den då saknade utgivningsbevis.
Det mediegranskande programmet Medierna i Sveriges Radio ansåg i början av 2016 att bloggens karaktär förändrats och blivit "allt grövre i sin kritik mot den förda migrationspolitiken", och att granskningens fokus ändrats "från att initialt framförallt ha kommenterat borgerliga ledartexter till att numera driva opinion om att Sverige är i förfall på grund av dess förda migrationspolitik." I ett osignerat inlägg förtydligade senare Sveriges radio att ordvalet inte var väl valt och bad Westerholm om ursäkt.
2020 beskrev Westerholm sajtens publicistiska idé som "grävande opinionsjournalistik med fokus på där kultur, religion och politik möts, samt granskning av svensk statsförvaltning samt dess maktkorruption". Ledarsidorna var först att publicera om Tjänstemannauppropet 2018.

## Ägande
Johan Westerholms företag Ledarsidorna LS AB stod för driften när det gick i konkurs 2020. Domännamnet ägdes av Johan Westerholm personligen och driften togs över av Publicism Nitek AB. De driver bland annat Nyheter Idag och styrelsen bestod vid övertagandet av Medborgerlig samlings dåvarande partiledare Ilan Sadé och publicisten Chang Frick.